# Sikorsky Ilja Muromets
Sikorsky Ilja Muromets (russisk: Сикорский Илья Муромец) var en serie af store russiske firmotorerede passagerfly udviklet og bygget før første verdenskrig. Undr 1. vredenskrig blev flyene benyttet som bombefly af Rusland. Flyserien fik sit navn et den slaviske sagnhelt Ilja Muromets.  Serien var en videreudvikling af Russkij Vitjas, verdens første firmotorede fly, konstrueret af Igor Sikorskij. Flyet Ilja Muromets var i 1913 et fly med et revolutionerende design og skulle benyttes i passagerfart med sit rummelige flyskrog, der havde plads til en passagerkabine med indbygget toilet. Flyet var det første serieproducerede flermotorede fly og blev fremstillet i mindst 60 eksemplarer.
Under 1. verdenskrig blev fyet den første firmotorerede bombefly og blev tilknyttet en enhed, der udførste strategisk bombning. I de første faser af krigen var flyet unikt og Centralmagterne råede ikke over fly, der var tilsvanrede før langt senere under krigen.